# اداره تحقیقات مرکزی
اداره تحقیقات مرکزی (به انگلیسی: Central Bureau of Investigation) (اختصاری CBI) یا دایره تحقیقات مرکزی، سازمان تحقیقات جنایی داخلی هند است. این اداره تحت حوزه وزارت کارکنان، دادخواهی عمومی و مستمری فعالیت می‌کند. این اداره که در اصل برای تحقیق در مورد ارتشاء و فساد دولتی ایجاد شد، در سال ۱۹۶۵ صلاحیت بسیار بالا و در حد گسترده‌ای برای بررسی نقض قوانین مرکزی لازم الاجرا توسط دولت هند، جنایات سازمان‌یافته چندگانه، پرونده‌های بین‌المللی یا همکاری مشترک بین چند سازمان را در اختیار گرفت. این دایره تحقیقاتی به خاطر رسیدگی و بررسی تعدادی جرائم بزرگ اقتصادی، جرائم خاص، پرونده‌های فساد و موارد دیگر مشهور است. اداره تحقیقات مرکزی از مقررات قانون حق دسترسی به اطلاعات مستثنی شده است. اداره تحقیقات مرکزی، یگانه مرکز تماس رسمی هند برای ارتباط با اینترپل تعیین گردیده است.
دفتر مرکزی CBI در مجتمع CGO، نزدیک استادیوم جواهر لعل نهرو در دهلی نو واقع شده است.